# Palazzuolo sul Senio
Palazzuolo sul Senio est une commune italienne de la ville métropolitaine de Florence, dans la région Toscane.

## Administration
| Période                                  | Période     | Identité           | Étiquette     | Qualité |
| ---------------------------------------- | ----------- | ------------------ | ------------- | ------- |
| 15 juin 2004                             | 7 juin 2009 | Paola Cavini       | Liste civique |         |
| 8 juin 2009                              | En cours    | Cristian Menghetti | Centre gauche |         |
| Les données manquantes sont à compléter. |             |                    |               |         |

### Hameaux
Campanara, Casetta di Tiara, Mantigno, Misileo, Piedimonte, Quadalto, Salecchio, Visano

### Communes limitrophes
Borgo San Lorenzo, Brisighella, Casola Valsenio, Castel del Rio, Firenzuola, Marradi